# Nicholas D'Arcy
Nicholas James D'Arcy –conocido como Nick D'Arcy– (Brisbane, 23 de julio de 1987) es un deportista australiano que compitió en natación. Ganó una medalla de plata en el Campeonato Pan-Pacífico de Natación de 2010, en la prueba de 200 m mariposa.

## Palmarés internacional
| Campeonato Pan-Pacífico | Campeonato Pan-Pacífico | Campeonato Pan-Pacífico | Campeonato Pan-Pacífico |
| Año                     | Lugar                   | Medalla                 | Prueba                  |
| ----------------------- | ----------------------- | ----------------------- | ----------------------- |
| 2010                    | Irvine (Estados Unidos) | Medalla de plata        | 200 m mariposa          |